# Hasselknippenova
Die Hasselknippenova (übersetzt „Hasselknippe-Ecke“) ist ein Felsen in der nördlichen Eiswand des Kars Borgebotnen im ostantarktischen Königin-Maud-Land.
Kar und Felsen liegen im Süden der Kottasberge (norwegisch Milorgfjella nach der Widerstandsorganisation Milorg), des nordöstlichen Teils der Heimefrontfjella; der Felsen ist nach dem Journalisten und Widerstandskämpfer Oskar Hasselknippe (1911–2001) benannt.